# Howard Porter (fumettista)
Howard Porter (...) è un fumettista statunitense.

## Biografia
Porter iniziò a lavorare come fumettista a tempo pieno nei primi anni Novanta, dopo essersi laureato al Paier College of Art nel Connecticut, grazie alla mediazione del suo insegnante Frank MacLaughlin. Il suo primo incarico fu come disegnatore fisso sul fumetto di fantascienza The Ray (Raggio), che disegnò in collaborazione con l'autore Christopher Priest e che fu pubblicato dalla casa editrice statunitense DC Comics (1992-1995). Nel 1995, Porter disegnò la miniserie Underworld Unleashed, scritta da Mark Waid, in cui i protagonisti di varie altre serie DC, come Batman, Guy Gardner e Lanterna Verde, venivano riuniti in un'unica storia per vivere un'avventura condivisa.
Dal 1997 al 2000, Porter ha disegnato la serie JLA, scritta da Grant Morrison. Porter ha poi lavorato per diversi anni come banchiere e grafico per Credit Suisse First Boston. Nel 2003, Porter ha aperto uno studio di disegno commerciale con l'artista Ron Garney e ha ripreso a lavorare come fumettista. Ha disegnato una miniserie sui Fantastici Quattro per la Marvel Comics. Nel 2004, Porter ha firmato un contratto esclusivo di due anni con la DC Comics. Da allora, ha disegnato, tra gli altri, la serie The Flash e la miniserie The Trials of Shazam!.

Tra i collaboratori artistici più frequenti di Porter in passato figurano Mark Waid, John Dell e l'autore Geoff Johns.
| Controllo di autorità | VIAF (EN) 295840862 · ISNI (EN) 0000 0004 0363 9459 · Europeana agent/base/82127 · LCCN (EN) no2014072416 · GND (DE) 1144928133 · BNE (ES) XX1217607 (data) · BNF (FR) cb14599484k (data) · J9U (EN, HE) 987007284249305171 |